# 甯應斌

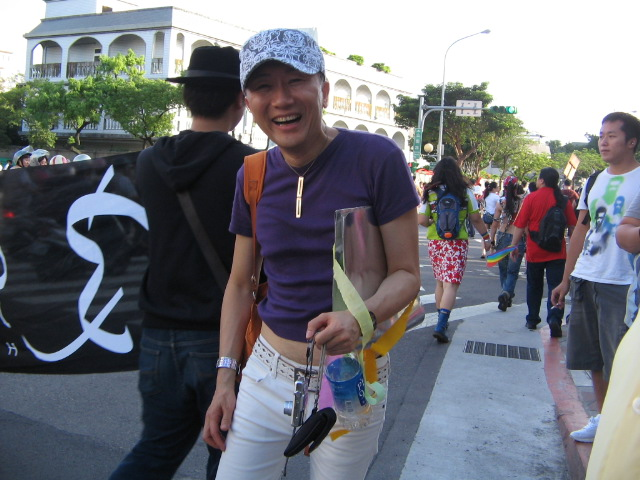
甯應斌

甯應斌（？—），筆名卡維波，加拿大戴爾豪斯大學哲學碩士、美國印第安納大學哲學博士，曾任國立中央大學哲學研究所特聘教授、國立中央大學性／別研究室成員、《台灣社會研究季刊》總編輯，與其妻何春蕤共同支持性工作者權利。

## 著作
- 《性工作與現代性》，中央大學性／別研究室2004年出版，ISBN 957-01-8749-2
- 《民困愁城：憂鬱症、情緒管理、現代性的黑暗面》（與何春蕤合著），台灣社會研究雜誌社2012年9月出版，ISBN 978-9868673564
- 《現代性：文化研究─應用哲學的取向》，中央大學性／別研究室2017年出版，ISBN 978-986-05-4304-9

## 爭議
2019年11月，香港發生，甯應斌在香港警察粉絲專頁底下留言表示：「總算真死了一個」。

## 外部連結
- 國立中央大學性／別研究室 甯應斌（卡維波）簡介 （页面存档备份，存于）
- 甯應斌的Facebook專頁
- 甯應斌教授談「性賄絡、性徇私是否應該立法？」 （页面存档备份，存于）
- 學學女人 ──甯應斌談「男」為悅己者容 （页面存档备份，存于）